# Tittskåp

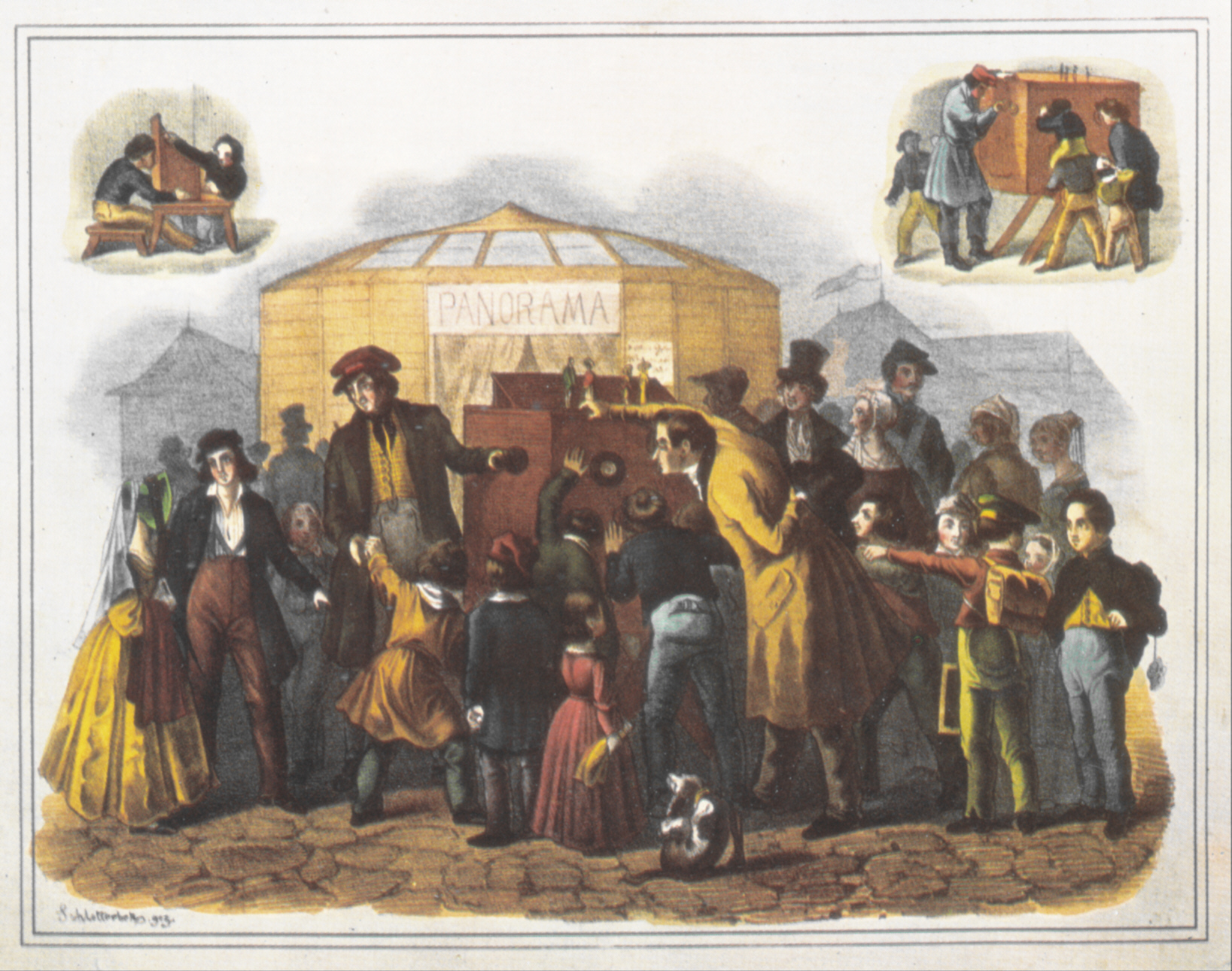
Tittskåp på en marknad cirka 1840.

Ett tittskåp är en äldre typ av optisk projektionsapparat som hålls omedelbart framför ögonen varvid bilden syns i förstoring. Apparaten blev från och med 1700-talets andra hälft en omtyckt attraktion på kringfarande marknader i Europa och räknas till föregångaren av dagens massmedia. 

## Funktion

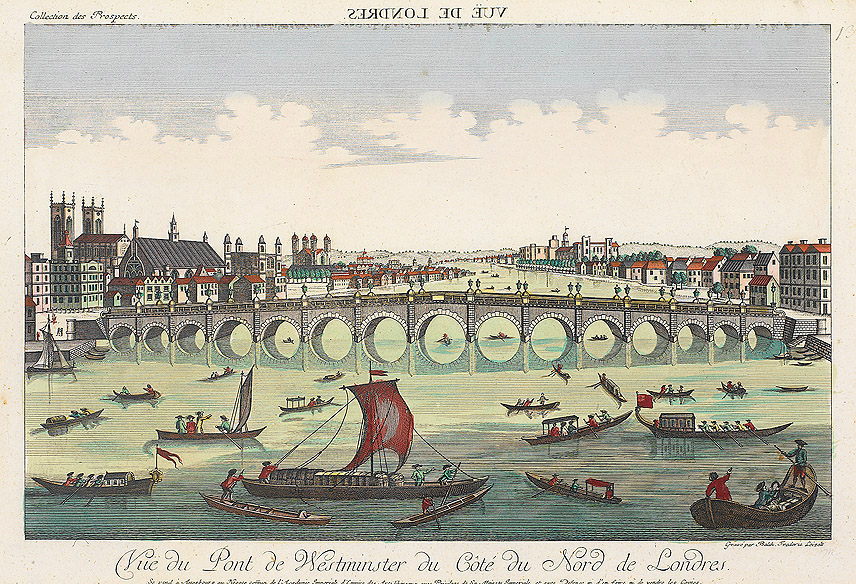
Tittskåpsbild visande Westminster Bridge i London, 1700-talets andra hälft.

Ett tittskåp hade vissa likheter med laterna magican. Dock istället för att projicera en bild med hjälp av en ljuskälla kunde man se bilden genom en förstorande lins inne i tittskåpet. Bildmaterialet bestod av exempelvis motiv från fjärran länder, exotiska djur och landskap, byggnader, sevärdheter, erotik samt viktiga politiska händelser. Tittskåpet blev därmed en nyhetsförmedlare och en föregångare till dagens massmedia. Bildmaterialet var ramat eller monterat på cylinder så att betraktaren kunde flytta fram nästa bild. En vidareutveckling var att utrusta tittskåpet med stereoskopiska bilder som gav betraktaren ett tredimensionellt bildintryck. 
I början av 1900-talet hade tittskåpet utspelat sin roll som nyhetsförmedlare och underhållare när biografen introducerades. Enligt Nationalencyklopedin förstår man idag under ett tittskåp ”en optisk leksak som visar en tredimensionell, perspektivisk bild”.